# 절대적 면책특권
절대적 면책특권(Absolute immunity)은 공무원이 직무상 한 행위에 대해 형사상, 민사상 완전히 면책되는 것을 말한다. 공무원이 직무상 한 행위에 대해, 일정한 조건을 만족하는 경우에, 제한적으로 형사상, 민사상 면책되는 제한적 면책특권(Qualified immunity)과 구별된다.

## 왕의 면책특권
왕의 면책특권(crown immunity)은 유명한 법격언(legal maxim)인 렉스 논 포테스트 페카레(rex non potest peccare)로 표현된다. 왕은 잘못을 저지를 수 없다는 의미이다. 여기에서 왕의 부하직원인 공무원들에게 절대적 면책특권이 부여된다.

## 미국
1982년 Nixon v. Fitzgerald 판결에서 대통령에 대해 절대적 면책특권(Absolute immunity)이 인정되었지만, 1982년 Harlow and Butterfield v. Fitzgerald 판결에서는 대통령 측근의 고위관리는 거의 모든 기능의 수행에 있어 제한적 면책특권(Qualified immunity)만을 주장할 수 있다고 하였다.

## 영국
영국 비밀정보국법 제7조는 영국 외무장관이 영국 외무부 산하 비밀정보국(MI6) 직원의 비밀작전을 승인하면, 그 직원의 살인, 방화, 절도, 납치, 고문 등 일체의 불법행위에 대해, 민사상, 형사상 완전히 면책된다고 규정한다. 당연히 퇴직 이후에도 영구적으로 면책된다. 물론 007 등 비밀정보국(MI6) 직원이 외국 정부에 체포된 경우에는 이러한 면책이 적용되지 않는다.

## 같이 보기
- 살인면허
- 법적인 면책